# Ligue féminine de basket 2001-2002
Navigation
Saison précédente Saison suivante
La saison 2001-2002 de la LFB est la 4e édition de la Ligue féminine de basket et se dispute avec 12 équipes.
L'Union Sportive Valenciennes Olympic remporte le champion de France.

## Les équipes
| - Aix-en-Provence - Bourges - Bordeaux - Calais - Mondeville - Lattes-Montpellier | - Nice - Reims - Sceaux - Tarbes - Valenciennes - Villeneuve-d’Ascq |

## Mode de fonctionnement
Le championnat est décomposé en deux phases, à l'issue de la première, les clubs classés de 1 à 4 disputent dans un premier temps le Tournoi de la Fédération.
De plus, ces quatre équipes se retrouvent dans le Groupe A de la phase 2 du championnat, afin de se disputer le titre. Leurs quatre suivantes se disputent au sein du groupe B les deux places en Eurocoupe. Enfin, les quatre dernières s'affrontent dans le groupe C afin d'éviter les deux dernières places synonymes de relégation en Nationale Féminine 1

## Classement après la phase 1
- En vert les équipes  qualifiées pour le groupe A en deuxième partie de saison
- En bleu les équipes  qualifiées pour le groupe B en deuxième partie de saison
- En rouge les équipes  qualifiées pour le groupe C en deuxième partie de saison

| Place | Équipe             | PTS | MJ | VIC | DEF | +    | -    | %  | Coeff |
| 1     | Valenciennes       | 43  | 22 | 21  | 1   | 1858 | 1266 | 95 | 1,468 |
| 2     | Bourges            | 42  | 22 | 20  | 2   | 1746 | 1286 | 91 | 1,358 |
| 3     | Tarbes             | 38  | 22 | 16  | 6   | 1806 | 1560 | 73 | 1,158 |
| 4     | Bordeaux           | 35  | 22 | 13  | 9   | 1553 | 1498 | 59 | 1,037 |
| 5     | Mondeville         | 33  | 22 | 11  | 11  | 1482 | 1528 | 50 | 0,970 |
| 6     | Aix-en-Provence    | 32  | 22 | 10  | 12  | 1475 | 1520 | 45 | 0,970 |
| 7     | Villeneuve-d’Ascq  | 31  | 22 | 9   | 13  | 1468 | 1616 | 41 | 0,908 |
| 8     | Reims              | 31  | 22 | 9   | 14  | 1440 | 1653 | 41 | 0,871 |
| 9     | Calais             | 30  | 22 | 8   | 14  | 1539 | 1780 | 36 | 0,865 |
| 10    | Nice               | 29  | 22 | 7   | 15  | 1369 | 1469 | 32 | 0,932 |
| 11    | Lattes-Montpellier | 29  | 22 | 7   | 15  | 1582 | 1720 | 32 | 0,920 |
| 12    | Sceaux             | 23  | 22 | 1   | 21  | 1250 | 1685 | 5  | 0,742 |

## Classements après la phase 2

### Groupe A
- En vert les équipes qualifiées pour l'Euroligue
- En bleu les équipes ayant gagné leur place en Eurocoupe pour la saison suivante.

| Place | Équipe       | PTS | MJ | VIC | DEF | +   | -   | %   | Coeff |
| 1     | Valenciennes | 12  | 6  | 6   | 0   | 440 | 309 | 100 | 1,424 |
| 2     | Bourges      | 10  | 6  | 4   | 2   | 393 | 361 | 67  | 1,089 |
| 3     | Tarbes       | 8   | 6  | 2   | 4   | 375 | 404 | 33  | 0,928 |
| 4     | Bordeaux     | 6   | 6  | 0   | 6   | 329 | 451 | 0   | 0,729 |

### Groupe B
- En bleu les équipes ayant gagné leur place en Eurocoupe pour la saison suivante.

| Place | Équipe            | PTS | MJ | VIC | DEF | +   | -   | %   | Coeff |
| 1     | Aix-en-Provence   | 12  | 6  | 6   | 0   | 440 | 344 | 100 | 1,279 |
| 2     | Mondeville        | 10  | 6  | 4   | 2   | 393 | 371 | 67  | 1,059 |
| 3     | Reims             | 8   | 6  | 2   | 4   | 390 | 468 | 33  | 0,833 |
| 4     | Villeneuve-d’Ascq | 6   | 6  | 0   | 6   | 374 | 414 | 0   | 0,903 |

### Groupe C
- En rouge les équipes reléguées en NF1

| Place | Équipe             | PTS | MJ | VIC | DEF | +   | -   | %  | Coeff |
| 1     | Lattes-Montpellier | 11  | 6  | 5   | 1   | 445 | 412 | 83 | 1,080 |
| 2     | Nice               | 10  | 6  | 4   | 2   | 387 | 387 | 67 | 1,000 |
| 3     | Calais             | 8   | 6  | 2   | 4   | 464 | 469 | 33 | 0,989 |
| 4     | Sceaux             | 7   | 6  | 1   | 5   | 423 | 459 | 17 | 0,922 |

## Finale

### Aller
18 mai 2002 : 

Valenciennes 77-51 Bourges

### Retour
22 mai 2002
- Bourges 62-72 Valenciennes

## Les récompenses/performances
- MVP française : Nicole Antibe (Bourges)
- MVP étrangère : Allison Feaster (Valenciennes)
- MVP espoir : Céline Dumerc (Tarbes)

## Tournoi de Fédération
Le Tournoi de la fédération s'est déroulé à Caen.
|  | Demi-finales             | Demi-finales             |                        |    | Finale                   | Finale                   |
|  | Demi-finales             | Demi-finales             |                        |    | Finale                   | Finale                   |
|  |                          |                          |                        |    |                          |                          |
|  | Sam 6 avril - 17:30 Caen | Sam 6 avril - 17:30 Caen |                        |    | Dim 7 avril - 16:30 Caen | Dim 7 avril - 16:30 Caen |
|  | Sam 6 avril - 17:30 Caen | Sam 6 avril - 17:30 Caen |                        |    | Dim 7 avril - 16:30 Caen | Dim 7 avril - 16:30 Caen |
|  | (1) Valenciennes         | 101                      |                        |    | Dim 7 avril - 16:30 Caen | Dim 7 avril - 16:30 Caen |
|  | (1) Valenciennes         | 101                      |                        |    | Dim 7 avril - 16:30 Caen | Dim 7 avril - 16:30 Caen |
|  | (4) Bordeaux             | 48                       |                        |    | Dim 7 avril - 16:30 Caen | Dim 7 avril - 16:30 Caen |
|  | (4) Bordeaux             | 48                       | Valenciennes           | 77 |                          |                          |
|  | Sam 6 avril - 20:00 Caen |                          | Valenciennes           | 77 |                          |                          |
|  |                          | Bourges                  | 56                     |    |                          |                          |
|  | (2) Bourges              | Bourges                  | 56                     | 90 |                          |                          |
|  | (2) Bourges              |                          |                        | 90 |                          |                          |
|  | (3) Tarbes               | 54                       |                        |    |                          |                          |
|  | (3) Tarbes               | 54                       | Match pour la 3e place |    |                          |                          |
|  |                          |                          |                        |    |                          |                          |
|  | Dim 7 avril - 14:00 Caen |                          |                        |    |                          |                          |
|  |                          |                          |                        |    |                          |                          |
|  | Tarbes                   | 108                      |                        |    |                          |                          |
|  | Tarbes                   | 108                      |                        |    |                          |                          |
|  | Bordeaux                 | 81                       |                        |    |                          |                          |
|  | Bordeaux                 | 81                       |                        |    |                          |                          |

Allison Feaster, l'ailière de Valenciennes est désignée meilleure joueuse du tournoi